# Adolf Friedrich Lindemann

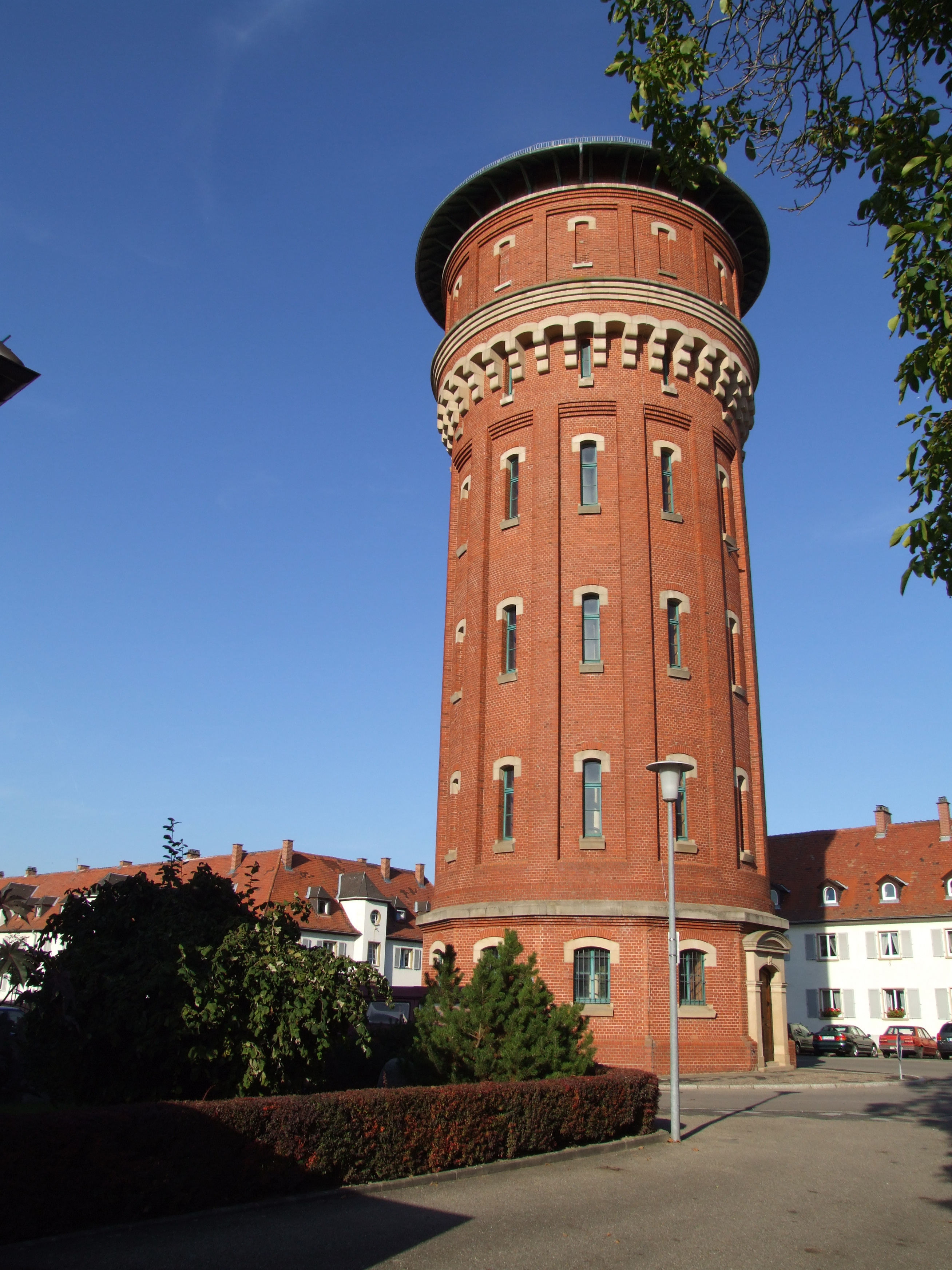
Wasserturm in Speyer-West, errichtet 1883 von Adolf Friedrich Lindemann

Adolf Friedrich Lindemann (* 13. Mai 1846 in Langenberg; † 25. August 1931 in Marlow Bucks, Vereinigtes Königreich) war ein deutsch-britischer Ingenieur, Unternehmer und Amateur-Astronom.

## Leben
Lindemann wurde in Nürnberg als Ingenieur und Instrumentenbauer ausgebildet und baute bei Ertel & Söhne in München wissenschaftliche Instrumente. Um 1871 kam er in das Vereinigte Königreich und erhielt eine Anstellung im Kabelwerk der Gebrüder Siemens in Woolwich bei London. Das Unternehmen stellte Unterwasserkabel her. 1874 wurde er zum Leiter der Abteilung ernannt, die das erste Transatlantik-Telegraphenkabel von den USA nach Irland verlegte.
Lindemann erwarb die britische Staatsbürgerschaft und blieb auch seiner pfälzischen Heimat verbunden. Während einer Exkursion zur Suche nach Fossilien kam er 1876 bei einem Aufenthalt in Pirmasens in Geschäftskontakte zu der Stadt und erhielt am 12. Dezember 1876 die Konzession zum Bau eines Wasserwerks. Die „Pirmasens Water Company“ behielt sich alle Anschlüsse, Leitungsausführungen und Reparaturen vertragsmäßig selbst vor und versorgte die wachsende Industriestadt mit Wasser. Zunächst waren aber diverse Schwierigkeiten zu überwinden, was im Pirmasenser Volksmund Anlass gab zu einem Spottlied: „Am Brunnen vor dem Tore, da wohnt der Lindemann. Dort liegen all die Rohre, die noch kein Wasser han“. Tatsächlich ging der heute noch erhaltene historische Wasserturm zu Pirmasens erst 1908 in Betrieb. Anschließend schuf Lindemann auf Basis einer Aktiengesellschaft von 1882 bis 1883 in Speyer das erste moderne Trinkwassernetz mit 20 km Leitungen und 105 Hydranten. Lindemann wollte eine Vielzahl von Gemeinden in der Vorderpfalz für ein großes hygienisches Trinkwassersystem gewinnen, fand aber nur in Speyer, in dem es in den 1870er Jahren zu mehreren Cholera-Epidemien gekommen war, mit seinen Ideen Anklang. Die kleineren Gemeinden schreckten vor den Investitionen zurück.
Lindemann wurde zum erfolgreichen und reichen Unternehmer. Über die Finanzierung seiner Projekte trat er in Kontakt mit dem Bankier Benjamin Davidson. Nach Davidsons Tod heiratete er am 6. Mai 1884 dessen sehr vermögende Witwe Mary oder Olga Noble (* 1851; † um 1927), selbst Erbin einer reichen Ingenieursfamilie aus New London (Connecticut). Im gleichen Jahr verlegte die Familie ihren Wohnsitz von London nach Sidholm, Sidmouth, Devon an der britischen Südküste, wo seine Ehefrau ein Landhaus besaß.
Daneben betrieb Lindemann von Jugend an in seiner Freizeit astronomische Beobachtungen und beschäftigte sich mit dem Bau astronomischer Instrumente. 1872 bewarb er sich um die Mitgliedschaft in der Royal Astronomical Society und wurde 1874 zu deren Mitglied gewählt. Drei seiner vier Fürsprecher waren Astronomen der Königlichen Sternwarte von Greenwich. Seine hervorragenden und umfassenden Kenntnisse der Astronomie erwarben ihm in der Folge den Respekt vieler hauptberuflicher Astronomen. In Sidmouth baute er eine private Sternwarte und eine Werkstatt zum Bau astronomischer Instrumente. Er entwickelte einen neuen Chronographen und revoltierende Augenteile für astronomische Fernrohre, die in vielen Sternwarten der Welt Verwendung fanden.
Nach dem Tod seiner Frau schenkte Lindemann das Observatorium der University of Exeter. Das Paar hatte eine Tochter, die Mutter der Archäologin Olga Tufnell, und drei Söhne, darunter Frederick Lindemann (1886–1957), der während eines Kuraufenthalts seiner Mutter in Baden-Baden geboren wurde.

## Ehrungen
- 1907: Silberne Leibniz-Medaille in Berlin (erste Verleihung)
- 1916 oder später: Der Kleinplanet (828) Lindemannia wurde nach ihm benannt.